# Gavurdere-Viadukt

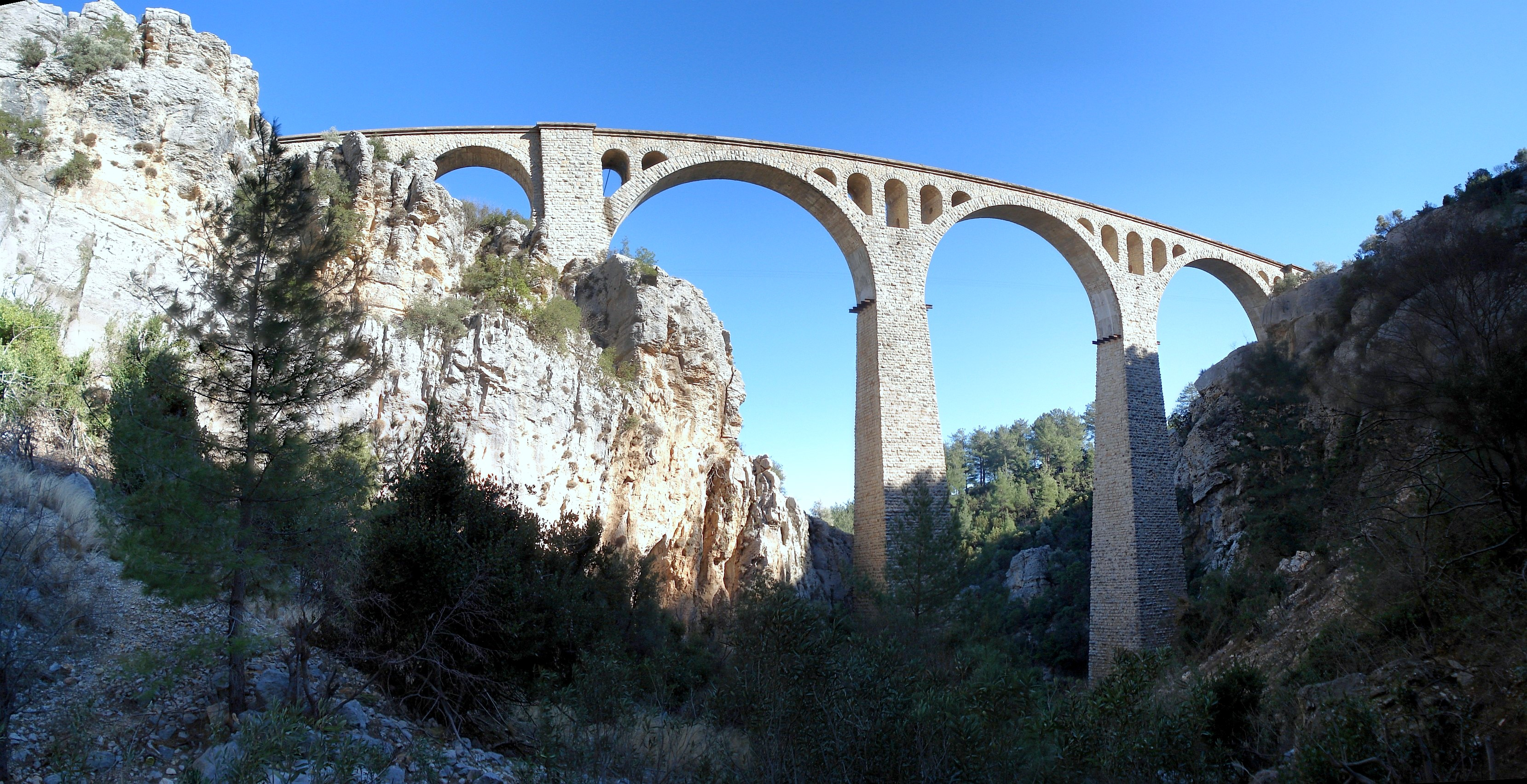
Gavurdere-Viadukt, Blick von Nordwesten, 2008

Der Gavurdere-Viadukt (vor 1928 – als in der Türkei noch arabisch geschrieben wurde – Giaurdere-Viadukt), auch Varda-Viadukt genannt, ist eine eingleisige Eisenbahnbrücke in der Türkei in der Provinz Adana. Der türkische Name lautet Varda Köprüsü oder Alman Köprüsü („Deutscher Viadukt“) oder Koca Köprü („großer Viadukt“). 

## Beschreibung
Die Brücke liegt an der Bahnlinie Konya–Adana, die ein Teil der als Bagdadbahn bekannt gewordenen Eisenbahnstrecke ist. Sie befindet sich zwischen Kilometer 307,106 und 307,278 unmittelbar südwestlich des Bahnhofs Haçıkırı im Bezirk Karaisalı. Der Hauptbahnhof von Adana als nächster großer Bahnhof ist 63 km in südlicher Richtung entfernt. Bei einer Länge von nur 172 m verfügt die Brücke über eine außergewöhnliche Höhe von 98 m. Sie ist damit die höchste Eisenbahnbrücke in der Türkei. Das Bauwerk ist als Bogenbrücke aus Natursteinen mit elf Bögen gemauert. Die drei großen Hauptöffnungen weisen eine Weite von je 30 m auf, sie sind mit kleinen Sparbögen ausgestattet. Beide Seitenteile bestehen aus je vier Bogenbrücken mit Weiten von je 10 m bzw. auf der anderen Seite von dreimal je 12 m sowie einmal 6 m. Die Brücke erstreckt sich in Nord-Süd-Richtung und liegt in einer Kurve mit 1.200 m Radius.

## Bauphase

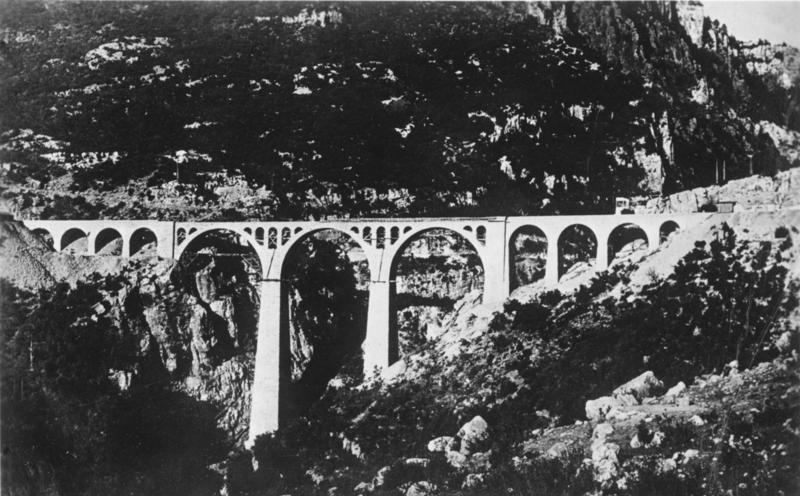
Giaurdere-Viadukt, Blick von Südosten zur Bauzeit

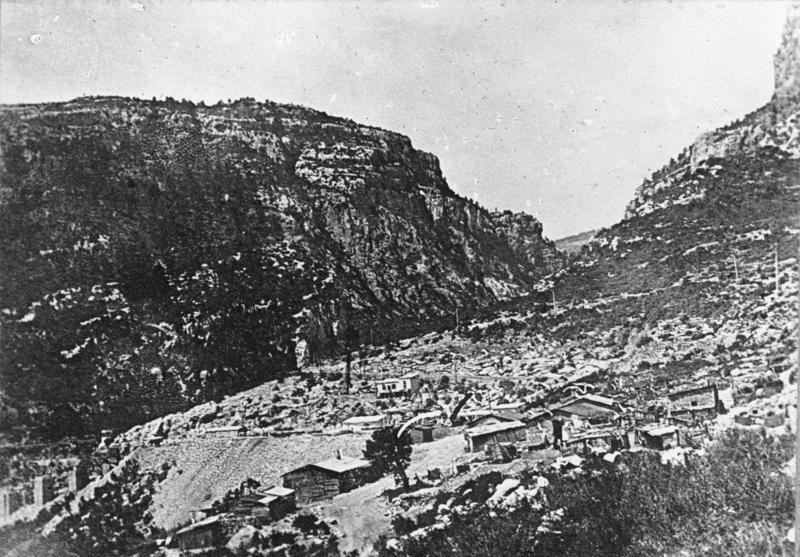
Baustelleneinrichtung und Pfeiler im Bau (ganz links im Bild)

Die Bagdadbahn wurde ab 1903 unter deutscher Leitung von Konya im zentralen Hochland der Türkei nach Bagdad im Irak gebaut. Die Überquerung des Taurusgebirges mit einer Scheitelhöhe von 1.478 m war eine der großen technischen Herausforderungen. Auf einer Länge von 20 km mussten 37 Tunnel sowie zahlreiche Brücken errichtet werden, wobei der Giaurdere-Viadukt der bekannteste Kunstbau ist. Finanziert wurde die Baumaßnahme unter Federführung der Deutschen Bank. Die Bahnlinie wurde von dem deutschen Bauunternehmen Philipp Holzmann errichtet, außerdem waren weitere deutsche Unternehmen, wie Siemens, Friedrich Krupp, Borsig etc., an dem Lieferumfang zur Bagdadbahn beteiligt. 
Der Viadukt wurde von dem deutschen Ingenieur Winkler, Mitarbeiter des Bauunternehmens Philipp Holzmann, entworfen und nach seinem Tod von Nicholas Mavrogordato zu Ende gebaut. Die Brücke kreuzt das tief eingeschnittene Tal des Flusses Gavurdere (wörtlich „Bach der Ungläubigen“), daher stammt auch der Name des Viadukts. Der Bau der Brücke begann 1905, die Fertigstellung der wesentlichen Baumaßnahmen erfolgte 1907. Die Inbetriebnahme der Bahnlinie auf diesem Abschnitt erfolgte 1916. Die offizielle Eröffnung fand am 18. Februar 1917 durch den türkischen Kriegsminister Enver Pascha statt.

## Bekanntheit
Die Brücke wird wegen ihrer Kühnheit und Eleganz häufig abgebildet. Beschreibungen der Bagdadbahn werden oft mit einer Abbildung des Giaurdere-Viadukts illustriert. Im Eröffnungsteil des James-Bond-Films „Skyfall“ diente der Viadukt als Schauplatz für den Höhepunkt einer dramatischen Verfolgungsszene. Dieser Filmteil ist zugleich eine Schlüsselszene für die gesamte Filmhandlung. Der James-Bond-Film hat die Eisenbahnbrücke weltweit bekannt gemacht.